# Thiocarbonylverbindungen

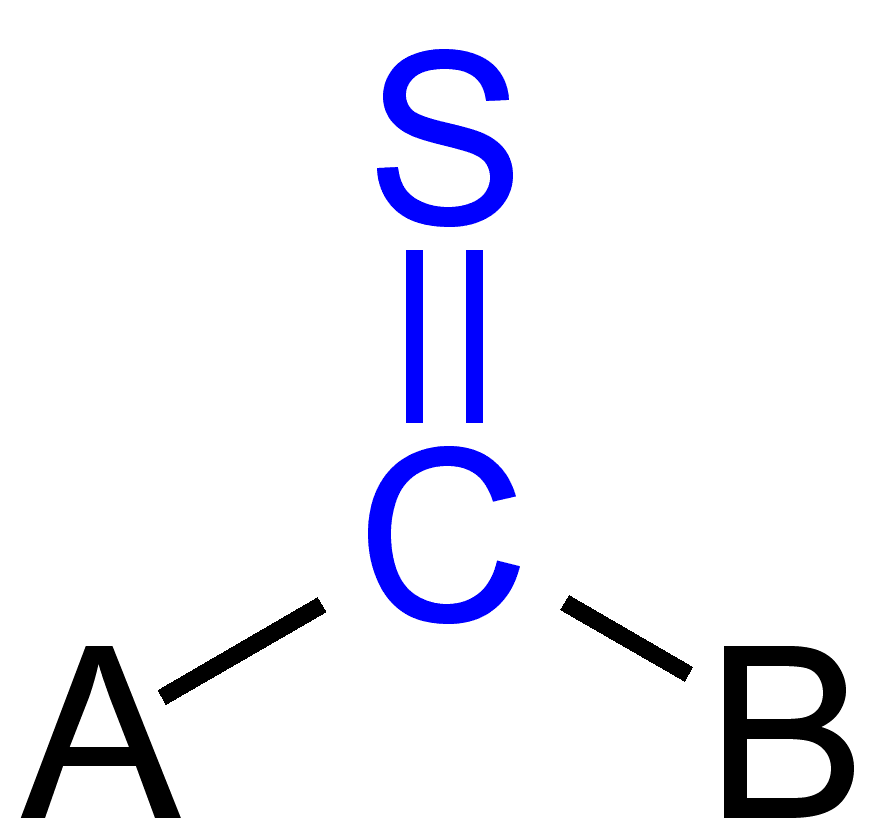
Allgemeine Struktur einer Thioarbonylverbindung (Thiocarbonylgruppe blau gezeichnet):
Thioketon : A, B = org. Rest
Thioaldehyd: A = H, B = org. Rest
Thioncarbonsäure : A = OH, B = org. Rest
Thionamid : A = NH_{2}, NHR, NR^{1}R^{2}, B = org. Rest
Thionester : A = O-R, B = org. Rest

Thiocarbonylverbindungen sind Carbonylverbindungen, in denen das Sauerstoffatom einer Carbonylgruppe durch ein Schwefelatom ersetzt wurde. Thioaldehyde sind die Schwefelanaloga von Aldehyden und Thioketone die Schwefelanaloga von Ketonen. Thionamide sind die Schwefelanaloga von Amiden und enthalten ebenso eine Thiocarbonylgruppe, wie Organyl-Isothiocyanate (Organyl-Senföle), die Schwefelanaloga von Organyl-Isocyanaten.

## Synthese
Carbonylverbindungen werden durch die Reaktion mit Schweflungsreagenzien (Thionierungsreagenzien) in Thiocarbonylverbindungen umgewandelt. Es gibt eine größere Anzahl an Thionierungsmitteln. Zu den phosphorhaltigen Mitteln zählen Phosphor(V)-sulfid (P4S10), das Lawesson-Reagenz, der Pyridin-P4S10-Komplex Pentathiodiphosphorsäure-P,P′-bis(pyrididium betain) und Thiophosphoryltrichlorid (PSCl3).
Die Addition von Grignard-Verbindungen an Kohlenstoffdisulfid liefert Dithiocarbonsäureester (Thionthiolcarbonsäureester).